# Сісебут
Сісебут (лат. Sisebutus) (близько 565–621) — король вестготів в Іспанії, Септиманії та Галеції у 612—621 роках. Його володарювання було часом зміцнення Вестготської держави.

## Життєпис

### Внутрішня політика
За деякими відомостями був сином короля Рекареда I і Хлодосвінти Австразійської. Втім напевніше Сісебут був зятем Рекареда I, що свідчить про високий статус родини Сісебута. Був доволі освіченою людиною. У 612 році після смерті короля Гундемара, спираючись на родинні зв'язки з Септиманською династією, Сісебута обирають новим королем.
Продовжував політику свого попередника. Спочатку придушив на півночі повстання в Кантабрії на чолі із Франціоном, що спирався на допомогу франків. Походом проти кантабрів керував герцог Рехіла. Слідом за цим Сісебут сформував флот в Біскайській затоці, який допомагав йому в поході проти басків, яким було завдано низки поразок.
Сісебут також переміг рукконів — плем'я, область поселень якого не піддається локалізації, відомо тільки, що вони були захищені з усіх боків крутими горами. Ймовірно, вони були одним з племен Кантабрії.
Сісебут продовжив антиюдейську політику Рекареда I. У 612 році церковним і світським діячам було адресовано закон Сісебута про рабів юдеїв, яким зазначалось про неприпустимість для них мати християнських рабів і вимагав звільнення всіх їх незалежно від терміну придбання. У той же час юдей, що переходив у християнство, звільнявся від цих обмежень. Суворо, до смертної кари, карався перехід до юдаїзму.
Пізніше Сісебут намагався навернути силою юдеїв до християнства. За наказом короля, усі юдеї, які відмовлялися хреститись, повинні були залишити Вестготську державу, всім підданим під страхом суворого покарання заборонялося давати їм притулок і надавати будь-яку допомогу. Значна частина юдеїв, що відмовилася відректися від віри предків, поїхала з Іспанії та Септіманії. Ті, які відкинули хрещення і залишилися на півострові, були піддані тортурам, а їхню власність було конфісковано.
Сісебут не збирав на собори єпископів всієї країни, можливо, бачачи в цьому інституті певне обмеження своєї влади. При ньому було скликано два провінційних собори в Егарі та Севільї. Втім він вважав себе в праві втручатися в справи Церкви. Відомо, що Сісебут призначав єпископів.
У 619 році в Севілью були скликані єпископи провінції Бетіка. Цей провінційний синод (так званий Другий Севільський собор) засідав в храмі Божого Єрусалима під головуванням єпископа Ісидора Севільського. На засіданнях був присутній гот Суаніла — спеціальний чиновник, який носив титул vir illustris (тобто «ясновельможний пан»), обіймаючи посаду пост rector rerum fiscalium (глави фіскального відомства) і був делегатом comes patrimonii в Бетіке. Також на засіданнях синоду був присутній ще один «прославлений чоловік», що носив титул rector rerum publicarum (тобто очільника відомства громадських робіт) на ім'я Сісікл. Синод займався вирішенням організаційних та дисциплінарних питань, і помилками в канонічному праві, в яких звинувачувався на той час покійний Агапій, єпископ Кордови, а також рішеннями з питання про єресі ацефалів (крайнього крила монофізитів), яких очолював сирійський єпископ на ім'я Григорій, пізніше звернений в ортодоксально-нікейську віру Ісидором.
На час правління Сісебута слід віднести будівництво церкви Святої Леокадії в Толедо, яка стала пізніше місцем проведення чотирьох соборів.
У 620 році оголосив свого сина Рекареда співволодарем. Помер у лютому 621 року у своєму палаці в Толедо. Його владу успадкував син Рекаред II.

### Зовнішня політика
Після зміцнення влади в середині держави Сісебут спробував вирішити питання відвоювання прибережних міст Бетики, які все ще перебували під владою Візантійської імперії.
Король намагався створити антівізантійську коаліцію, розпочавши перемовини з Агілульфом, королем лангобардів, якого до того ж безуспішно намагався навернути до ортодоксально-нікейського віросповідання. Ніяких наслідків послання вестготського короля не мало. Але це не завадило Сісебуту активізувати військові дії на Піренейському півострові. Війська вестготів двічі перемогли візантійців і з боями підпорядкували декілька міст. Успіху вестготів сприяло те, що в цей час Візантія вела важкі оборонні бої з державою Сасанідів. Сісебут був милосердним, на власні гроші викупив багатьох ворогів, приречених на рабство. Полонені візантійські солдати були зараховані до вестготського війська.
Імператор Іраклій був не в змозі допомогти військами своєму наміснику Цезарію. Таким чином, в 615 році на прохання Цезарія розпочалися мирні перемовини. На знак замирення Цезарій відпустив захопленого візантійцями Цецилія, єпископа Ментеси. Останній був досить помітною фігурою в церковній ієрархії вестготської Іспанії і, може бути, близьким до Сісебута. У відповідь король погодився укласти договір і запропонував Цезарію дари, що явно було лише формою підкупу патриція. Умови мирного договору не збереглися, але візантійці втратили принаймні Малагу.

### Характер і творчість
Франкський хроніст Фредегар зазначає, що це була «мудра і дуже благочестива людина, яка викликала велике захоплення у всій Іспанії» і «наймилосерднішій король». Мосарабська хроніка відзначає: «Сісебут, муж мудрий і вчений, … змусив римські міста платити данину Іспанії і примусив жидів прийняти християнську віру». Також є численні свідчення про милосердя та людяність короля.
Полюбляв займатися літературною діяльністю. В його доробку є поема, присвячена затемненню, («Epistula sisebuti»"", тобто «Лист (або Нариси) Сісебута»). Також, він написав на дещо химерній латині «Житіє єпископа Дезидерія В'єнского», убитого за наказом королеви Брунгільди. На відміну від папи Григорія Великого, який засуджував єпископа Дезидерія за те, що той виступав на захист риторичної освіти, саме з цієї причини його хвалив вестготський король, прихильник античної традиції освіти. Ісидору Севільському Сісебут присвятив вірш, в якому він скаржився на тяготи свого становища володаря і вихваляв радості спокійного життя вченого. Водночас король не схвалював театральну діяльність.

## Родина
1. Дружина (ім'я невідоме)
Діти:
- Теодора (бл. 590-), дружина короля Свінтіли

2. Дружина — Флоресінда, позашлюбна донька короля Рекареда I
Діти:
- Рекаред (621), король у 621 році
- Теуділа, чернець